# Middelnederlandse passieverhalen

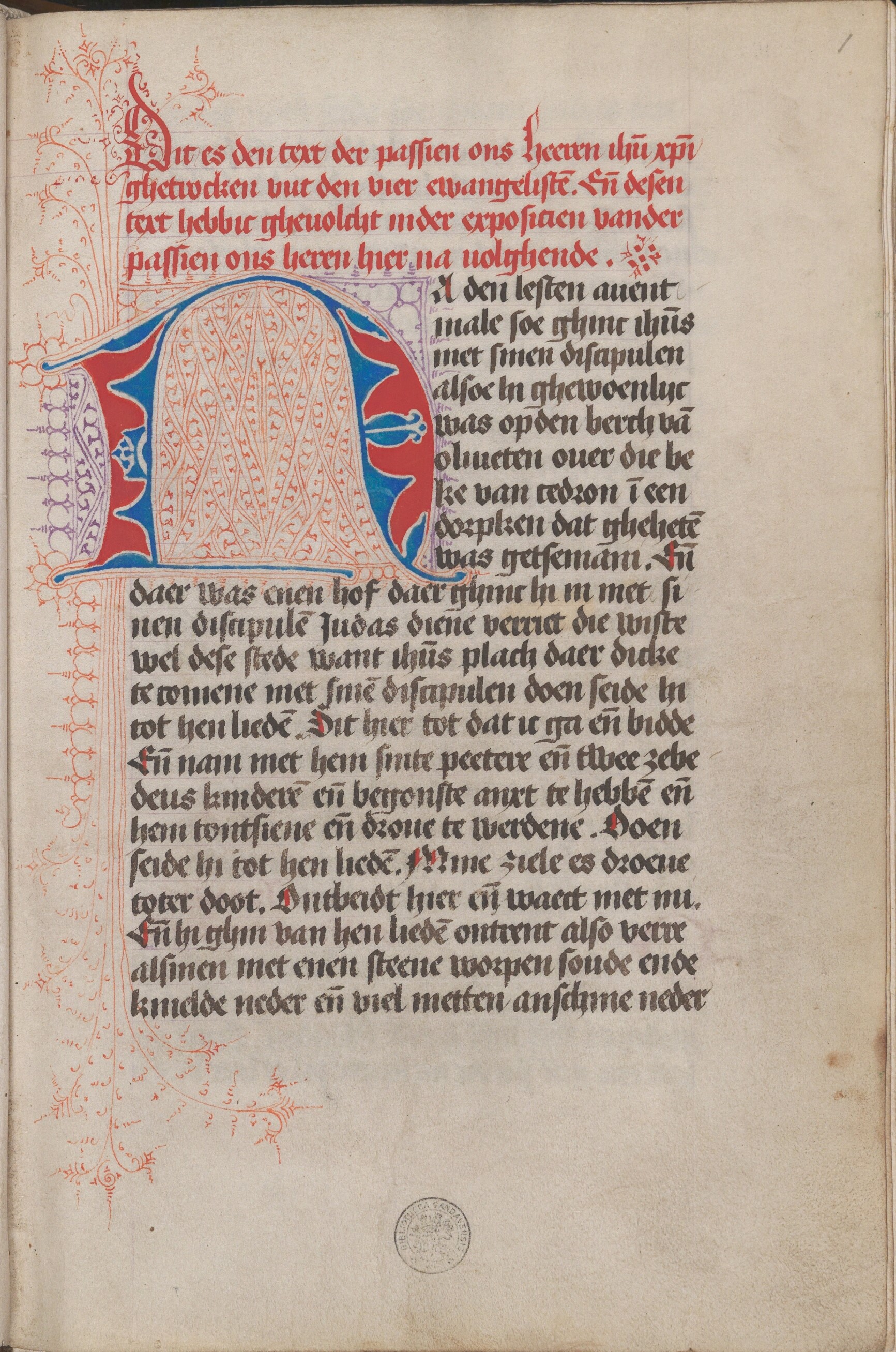
Fragment uit handschrift 1016. Vervaardigd tussen 1450 en 1475, Brabant.

Geen enkel thema heeft in middeleeuwse bronnen zoveel sporen nagelaten als de Middelnederlandse passieverhalen over Jezus Christus. Alleen al in de Middelnederlandse traditie zouden er ongeveer 300 handschriften zijn die het passieverhaal, of delen van het passieverhaal, bevatten. Vele van deze handschriften vormen een belangrijk onderdeel van de erfgoedbibliotheken in Vlaanderen. 

## Het passieverhaal in de Middelnederlandse traditie
Het passieverhaal werd gebruikt in verschillende tekstgroepen. Ze leggen allemaal hun eigen accenten en belangpunten. Er worden vier categorieën onderscheiden.

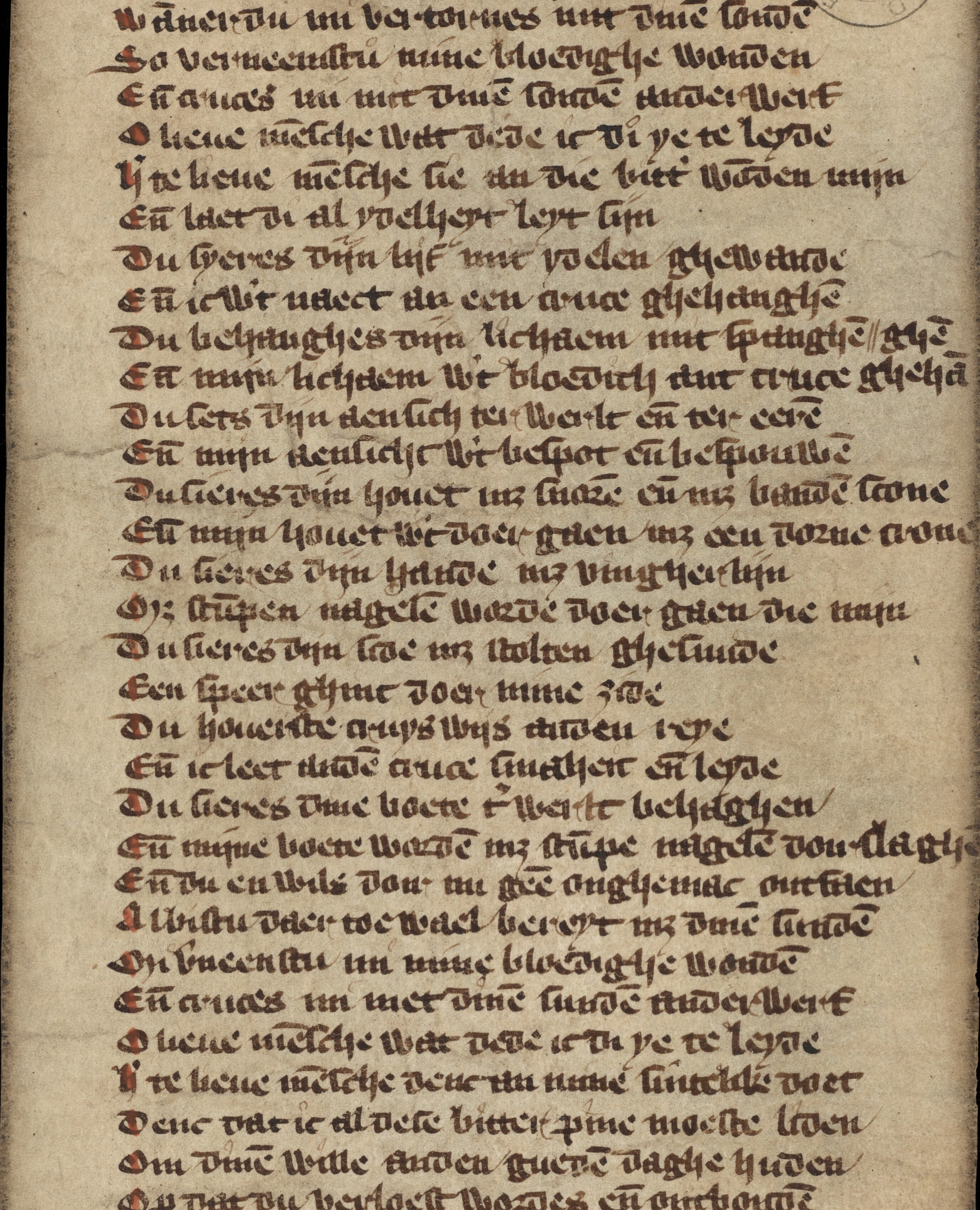
Fragment uit handschrift 2394 met overwegingen en gebeden op het passieverhaal. Vervaardigd in de veertiende eeuw.

#### Verhalende passietraktaten en -sermoenen
Verhalende passietraktaten zijn teksten die behalve het passieverhaal ook overwegingen en eventueel gebeden bevatten. Lijdensbeschrijvingen met een voorkeur voor gruwelijke details werden vooral beïnvloed door het passietraktaat Extendit manum, toegeschreven aan Heinrich von Sankt Gallen († ca. 1400) en in het Middelnederlands vertaald als Die passie ons lief heren Ihesu Cristi. Het eerste traktaat heeft ingewerkt op de Heimelike passie ons heeren Jhesu Christi. Het traktaat was bovendien een bestseller voor drukker Gheraert Leeu in Gouda en wordt in sommige handschriften voorafgegaan door een aantal meditaties ze zijn gebaseerd op de Meditationes vitae Christi van pseudo-Bernardus en Extendit manum.
Schriftelijk overgeleverde sermoenen richten zich tot een lezer en niet tot een hoorder zoals in de liturgische predicatie. Men treft ze o.a. aan in handschriften met de epistelen ende evangelien metten sermonen vanden ghehelen jaer. Maar op de dagen dat in de kerk het (lange) passieverhaal werd voorgelezen, was er vroeger ook al geen sermoen. Wel vindt men in de zogenaamde Limburgse sermoenen er zes die verband houden met kruisoffer en passie. In feite zijn het geen echte preken maar vrome lectuur voor leken.

#### Passieverhaal volgens canonieke teksten
In de liturgie van de Goede Week worden de passieverhalen van de vier evangelisten gelezen. Waar die nu beginnen met Jezus' gebed in Getsemane, blijkt uit een lectionarium uit 1348 dat men toen op die vier dagen telkens twee volledige hoofdstukken uit de vier evangelisten las. Een eerste reeks passieteksten zijn bijgevolg de vertalingen van die hoofdstukken. De vier evangeliën werden tweemaal volledig in het Middelnederlands vertaald, de eerste keer op het einde van de 13de eeuw. Een tweede vertaling is het werk van Johan Scutken (†1423), die als clericus bij de augustijnen in Windesheim belast was met de zielzorg van de lekenbroeders, voor wie hij in de refter uit de Schrift voorlas. Zijn vertaling heeft zich al heel wat meer bevrijd van de Latijnse constructies en ze kende een ongemeen grote verspreiding (meer dan dertig handschriften).
Met behulp van de volledig vertaling van de vier evangeliën konden lectionaria samengesteld worden die voor het tijdeigen van het kerkelijk jaar de epistel- en evangelieperikoop bevatten die op die dag moesten gelezen worden. Dat gebeurde zowel met behulp van de oudste vertaling van de vier evangeliën als met Scutkens vertaling. Van dergelijke lectionaria die op de oudste vertaling teruggaan zijn er een zestal bewaard. Van de met behulp van Scutkens vertaling aangemaakte lectionaria bleven er een tiental bewaard. Talrijk zijn de handschriften met geestelijke teksten die uit de vier evangeliën alleen de passie bevatten. Voor de oudste vertaling zijn daarvan geen voorbeelden bekend; van Scutkens vertaling bleven er bijna dertig bewaard.

#### Passieverhaal volgens niet-canonieke teksten
Deze teksten leggen accenten op o.a. het verhoor, de veroordeling en de dood van Christus. Vooral de verborgen pijn van Jezus wordt op de voorgrond geplaatst. Omdat niet alle soorten teksten allemaall dezelfde gebeurtenissen verhalen, ontstond in de zesde eeuw een Latijnse Vita Christi, die de gegevens van de vier evangelisten tot een doorlopend geheel verwerkte. Het was hét evangelieboek bij uitstek van de middeleeuwers; zo geeft ook Jan van Ruusbroec in zijn werk een langer Bijbelcitaat volgens een Middelnederlandse harmonie. Zacharias Chrysopolitanus heeft die Latijnse harmonie in de twaalfde eeuw met commentaar vermeerderd. Zijn werk ligt aan de basis van heel wat harmonieën in de volkstaal, die ze met behulp van de vertaling van de vier evangeliën weergeven. Op de eerste vertaling van de vier evangeliën gaan een elftal handschriften met een Middelnederlandse harmonie terug, waarin bijgevolg ook het passieverhaal voorkomt. Zoals uit de volledige vertaling van de vier evangeliën kon ook de passie uit de evangeliënharmonieën overgenomen worden: een tiental handschriften bevatten de passie uit de evangeliënharmonie die op de eerste vertaling teruggaat en in een vijftiental handschriften komt de passie uit de eerste evangeliënharmonie volgens Scutken voor.

#### Passiemystiek
Voor de mysticus is de uitwendige passie (vernedering en opoffering van Jezus) slechts een vertrekpunt om tot Christus' Godheid te geraken. Een niet geringe invloed ging hierbij uit van de Brabantse mysticus Jan van Leeuwen. Hij verwoordde in zijn Vanden tien gheboden gods die inwendige passie. Heel wat ontleningen aan Jan van Leeuwen komen voor in Der mynnender sielen boegaert, een mystiek passietraktaat. Binnen die beweging staat ook de priorin van het Gentse klooster Galilea, Alijt Bake, met haar Boexken vander passien ons heren en De vier wegen der passien, dat deel uitmaakt van haar Vijf kloosteronderrichtingen.

## De handschriften (Gent)
Verschillende passieverhalen zijn bewaard gebleven in de Universiteitsbibliotheek Gent: handschrift 1016 (een Middelnederlands passieboek), handschrift 1011 (met passietraktaten) en handschrift 2394 (gebeden op de passie).

#### Handschrift 1016
Dit handschrift, genaamd Middelnederlands passieboek, werd vervaardigd in Brabant in het derde kwart van de vijftiende eeuw. Het kan zijn herkomst in het klooster van Jericho in Brussel. Het werd uiteindelijk gevonden bij Thomas Moenens, die prior was van het klooster van Groenendaal. Het handschrift bevat twee onderdelen:
- der passien ons Heeren Ihesu Christi ghetrocken vut den vier ewangelisten (ff. 1r-11v)

- exposicie der passien ons heren Ihesu Christi (ff. 12r-215v).

Dit manuscript behoort tot de eerste categorie van passieverhalen, namelijk bij de verhalende passietraktaten- en sermoenen.

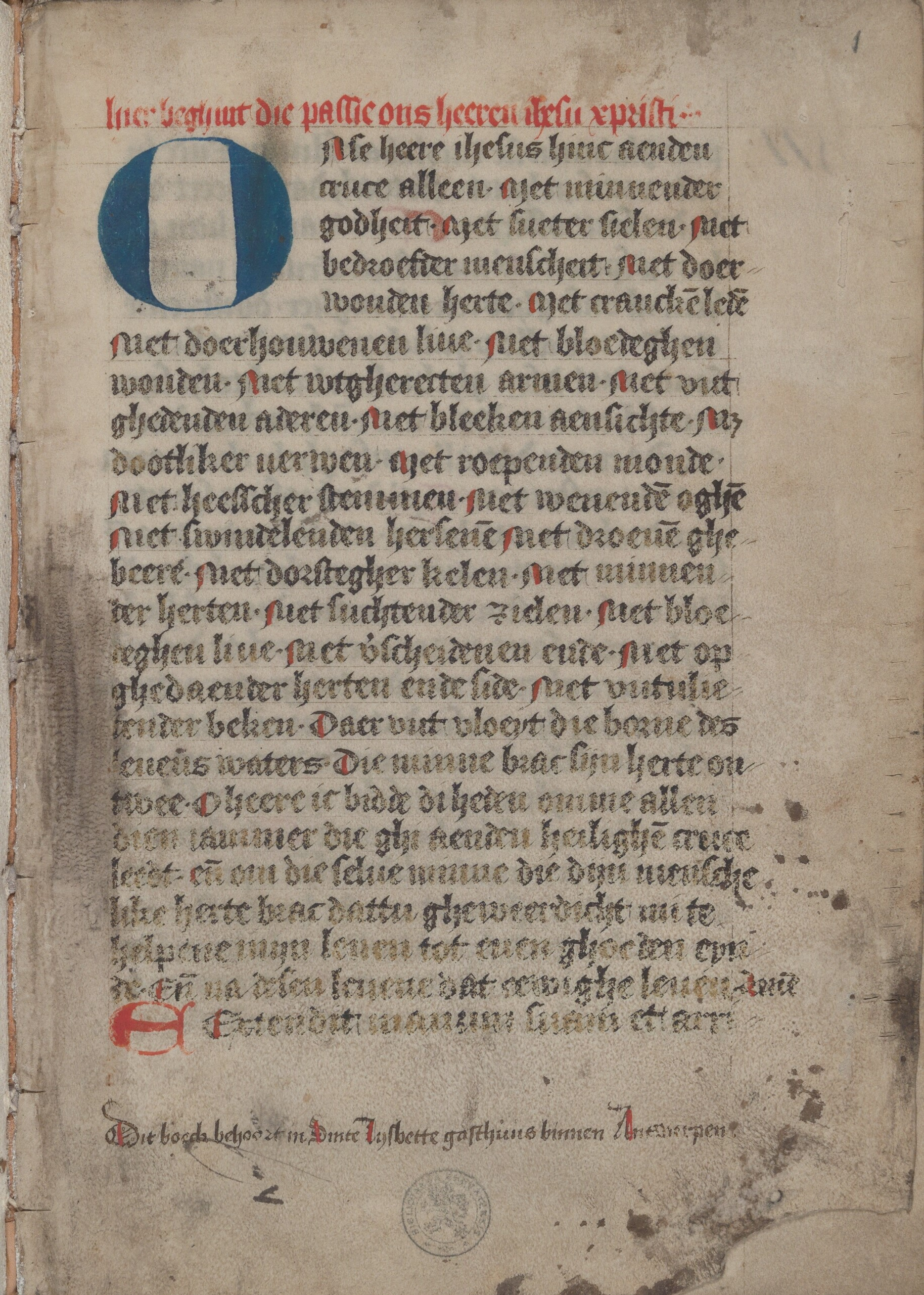
Fragment uit de Middelnederlandse vertaling van de Extendit manum van Heinrich von St. Gallen. Vervaardigd in de vijftiende eeuw.

#### Handschrift 1011
Handschrift 1011 wordt gecategoriseerd onder de naam; Passietraktaat. Religieuze traktaten en oefeningen. Regel van St. Augustinus. Het handschrift werd gemaakt in Brabant, vermoedelijk rond Antwerpen, in de vijftiende eeuw. Het manuscript werd gevonden bij het St. Elisabethgasthuis te Antwerpen. Het werk bevat Middelnederlandse vertalingen van werken van Heinrich von St. Gallen en Nicholaus de Argentina. Het manuscript bevat volgende onderdelen:
- Passie ons heeren ihesu xpristi (Middelnederlandse vertaling van de Extendit manum van Heinrich von St. Gallen) (ff. 1r-84v)
- Over 100 Paternosters en Ave Maria's (ff. 84v-85r)
- Nicholas van Strasbourg Preek op de Gulden Berg in het Middelederlands (ff. 85v-87r)
- Over zonden (f. 87r-v)
- Sinte Augustijns regule totten vrouwen (De Middelnederlandse vertaling van de Regel van St. Augustinus)  (ff. 88r-95v)

Net zoals handschrift 1016, behoort 1011 tot de eerste categorie, omwille van het feit dat het de vertalingen van Heinrich von St. Gallen bevat. 

#### Handschrift 2394
Berijmde overwegingen en gebeden op Christus' Passie is de volledige naam van dit handschrift. Het is een lange, smalle strook perkament dat vervaardigd werd in de Nederlanden, in de veertiende eeuw. Over dit manuscript is verder weinig bekend. Het gaat om een passieverhaal volgens canonieke teksten, maar duidelijk is wel dat het ook tot de eerste categorie behoort, aangezien de verhalende passietraktaten- en sermoenen ook teksten zijn die overwegingen en gebeden bevatten. 